# Præsidentvalget i USA 1932
Præsidentvalget i USA 1932 var det 37. præsidentvalget, som blev afholdt tirsdag d. 8. november 1932. Valget fandt sted på baggrund af Den Store Depression. Den siddende republikanske præsident Herbert Hoover blev besejret i et jordskredvalg af demokraten Franklin D. Roosevelt — guvernøren i New York og vicepræsidentkandidaten fra præsidentvalget i 1920. Roosevelt var den første demokrat i 80 år, der vandt et flertal af vælgerstemmerne på landsplan — den sidste havde været Franklin Pierce i 1852.
Til trods for den dårlige økonomiske situation som følge af Den Store Depression mødte Hoover kun lidt modstand ved det republikanske konvent i 1932. Roosevelt blev i vid udstrækning betragtet som frontløber i starten af det demokratiske konvent i 1932, men var først i stand til at modtage den endelige nominering ved konventets fjerde afstemning. Den demokratiske konvent valgte en ledende sydstats-demokrat, formand for Repræsentanternes Hus John Nance Garner fra Texas, som partiets vicepræsidentkandidat. Roosevelt forenede partiet omkring ham og valgte at føre kampagne mod Hoover-administrationens fiaskoer. Han lovede en genopretning af den amerikanske økonomi med en "New Deal " til det amerikanske folk.
Roosevelt vandt en jordskredssejr hvad angik både vælger- og valgmandsstemmer. Han vandt samtlige delstater uden for det nordøstlige USA og modtog den højeste procentdel af vælgerstemmerne af samtlige demokratisk præsidentkandidat optil dette tidspunkt. Hoover havde vundet over 58% af vælgerstemmerne ved præsidentvalget i 1928, men så sin andel af vælgerstemmerne reduceret til blot 39,7%. Socialistpartiets nominerede Norman Thomas, som modtog 2,2% af vælgerstemmerne på landsplan. Den efterfølgende demokratiske jordskredssejr ved midtvejsvalget i 1934 samt præsidentvalget i 1936 var starten på "det femte partisystem", som ville blive domineret af Roosevelts New Deal-koalition.

## Yderligere læsning
- Andersen, Kristi . Oprettelsen af et demokratisk flertal: 1928–1936 (1979), statistisk undersøgelse af afstemningsmønstre
- Burns, James Macgregor. Roosevelt løven og ræven (1956) online s. 123–52.
- Carcasson, Martin. "Herbert Hoover og præsidentkampagnen i 1932: Undskyldningens undskyldning." Præsidentstudier kvartalsvis 28.2 (1998): 349–365. i JSTOR
- Freidel, Frank Franklin D. Roosevelt Triumfen (1956) dækker 1929–32 i dybden online
- Freidel, Frank. "Valg af 1932", i Arthur M. Schlesinger, Jr., red., The Coming to Power: Critical Presidential Elections in American History (1981)
- Gosnell, Harold F., Champion Campaigner: Franklin D. Roosevelt (1952)
- Hoover, Herbert. Herbert Hoovers erindringer: Den store depression, 1929–1941 (1952)
- O'Mara, Margaret (2015). Pivotal Tuesdays. doi:10.9783/9780812291711. ISBN 9780812291711.9780812291711
- Pietrusza, David 1932: The Rise of Hitler and FDR: Two Tales of Politics, Betrayal and Unknown Destiny (2015)
- Ritchie, Donald A. Vælger FDR: The New Deal -kampagnen fra 1932 (2007)
- Ritchie, Donald A. (2011). "The Election of 1932". A Companion to Franklin D. Roosevelt. s. 77-95. doi:10.1002/9781444395181.ch5. ISBN 9781444395181.9781444395181
- Robinson, Edgar Eugene. Præsidentafstemningen, 1896–1932 (Stanford University Press, 1940), stemmer tilbage for hvert amt
- Schlesinger, Jr., Arthur M. The Crisis of the Old Order (1957), s. 427–54 online

### Primære kilder
- Chester, Edward W En guide til politiske platforme (1977) online
- Porter, Kirk H. og Donald Bruce Johnson, red. Nationale partiplatforme, 1840-1964 (1965) online 1840-1956

## Eksterne links
- 1932 vælgerstemmer efter distrikt
- Hvor tæt var valget i 1932? - Michael Sheppard, Massachusetts Institute of Technology
- Præsidentvalget i 1932: optælling af vælgerstemmerne